# 타바타 토모코
타바타 토모코(일본어: 田畑 智子, 1980년 12월 26일~)는 일본의 배우이다. 교토부 교토시 히가시야마구 출신이며 소속사는 돈규 클럽이다.

## 출연

### 드라마
- 심야식당(2009년) - 치도리 미유키 역(제1화, 제2화)

### 영화
- 이사(1993년) - 우루시바라 렌코 역
- 해피플라이트(2008년) - 지상직 나츠미 역
- 공백(2021년) - 마츠모토 쇼코 역